# 中心性色質融解
中心性色質融解（ちゅうしんせいしきしつゆうかい、英: central chromatolysis）とは神経細胞体の膨化に伴い核やニッスル小体が辺縁部に偏在する状態。神経細胞の軸索突起が障害が与えられて時に発生する。